# Hellfire Pass

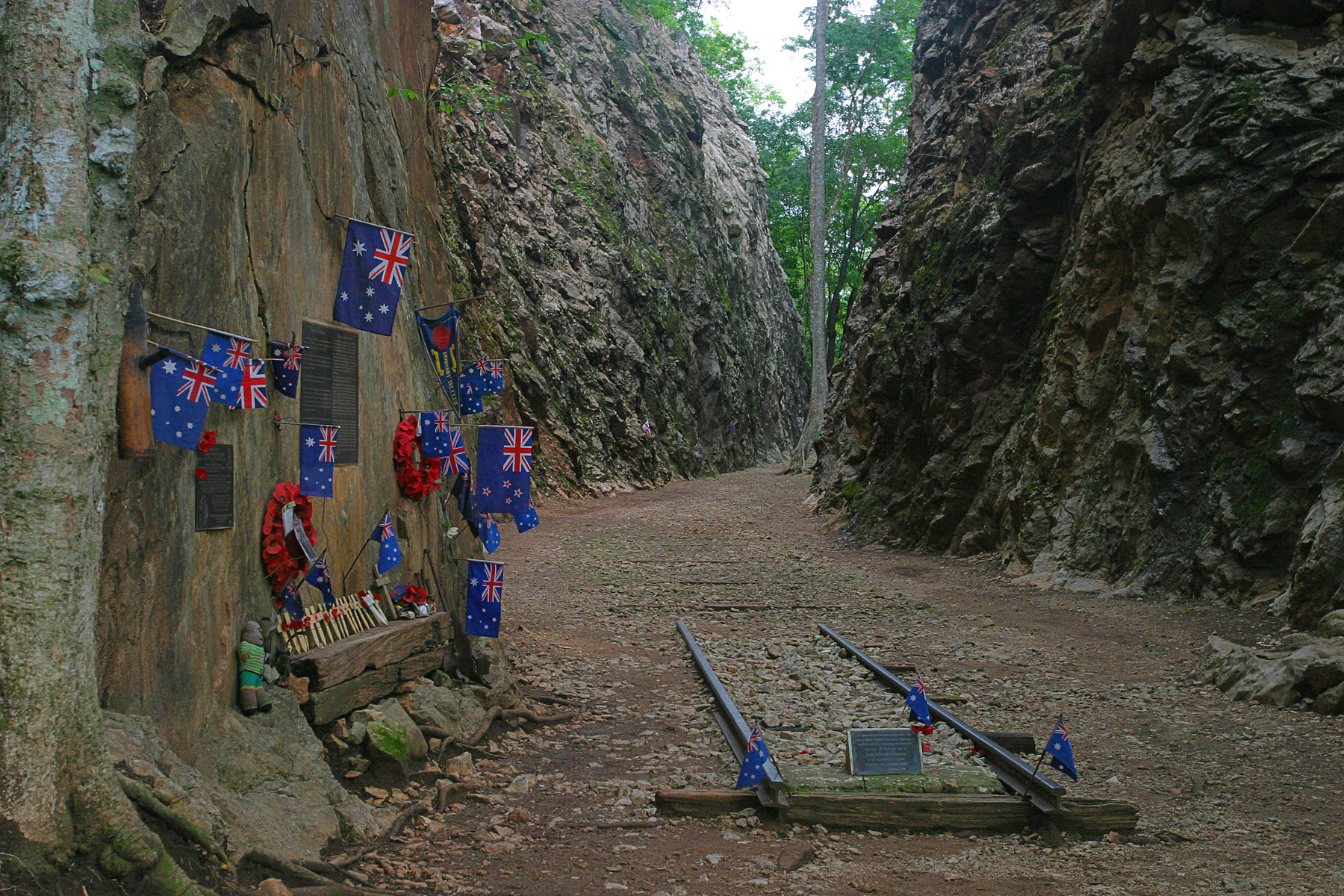
Fragment toru i pomnik pamięci budowniczych na Hellfire Pass

Hellfire Pass (ang. Przełęcz Ognia Piekielnego) – nazwa szczególnie niebezpiecznego i trudnego w budowie odcinka Kolei Birmańskiej, wybudowanego rękami alianckich jeńców wojennych (liczne ofiary) w czasie II wojny światowej. Aktualnie ruch kolejowy przez Hellfire Pass nie funkcjonuje.